# فالنتين مونتيانو
فالنتين مونتيانو (بالرومانية: Valentin Munteanu)‏ هو لاعب كرة قدم روماني في مركز الوسط، ولد في 24 أكتوبر 1989 في غالاتس في رومانيا. لعب مع سي إس باندوري تارغو جيو وكونكورديا كياجنا وFCM Dunărea Galați ‏ وAFC Fortuna Poiana Câmpina ‏ ونادي فارول كونستانتسا وFC Dunărea Călărași ‏ وLPS HD Clinceni ‏.

## وصلات خارجية
- فالنتين مونتيانو على موقع قاعدة بيانات كرة القدم.إي يو (الإنجليزية)
- فالنتين مونتيانو على موقع Soccerway.com (الإنجليزية)